# Bambi Fossati
Pier Niccolò Fossati, detto Bambi (Genova, 28 aprile 1949 – Genova, 7 giugno 2014), è stato un cantante, compositore e chitarrista italiano, noto soprattutto come leader del gruppo di rock progressivo italiano Garybaldi, attivo in Liguria soprattutto a fine anni sessanta-primi anni settanta.

## Biografia
Fossati ebbe il soprannome Bambi da sua nonna, quando era piccolo, per via della sua abitudine di allontanarsi da solo a giocare in un bosco in cui si recava in villeggiatura, come il cerbiatto che lo faceva nell'omonimo film d'animazione della Walt Disney. A tredici anni imparò a suonare la chitarra. Nel 1965 fondò il gruppo dei Gleemen, primo nucleo dei futuri Garybaldi. Con i Gleemen Fossati iniziò a esibirsi dal vivo nelle piazze e nei locali della Riviera ligure e del Piemonte, con un repertorio che comprendeva brani dei Rolling Stones e dei Beatles.
Nel 1970 i Gleemen incisero il loro primo album omonimo (l'unico inciso col nome "Gleemen", prima della trasformazione in "Garybaldi"). L'album contiene evidenti elementi rhythm and blues, hard rock e psichedelici. La chitarra di Fossati, strumento dominante delle orchestrazioni del gruppo, è di evidente ispirazione hendrixiana. Con i Gleemen/Garybaldi Fossati avrebbe inciso altri due album, Nuda (1972) e Astrolabio (1973). Dopo lo scioglimento del gruppo, Fossati prese parte a numerosi altri progetti, inclusi Bambibanda e Melodie e Acustico Mediterraneo. Nella sua carriera, Fossati ha condiviso il palco con artisti di fama internazionale come Carlos Santana, Van Der Graaf Generator, Uriah Heep, Bee Gees e altri.
Malato da tempo, è deceduto nel 2014 all'età di 65 anni.

## Discografia

### Con i Gleemen
- 1968 - Lady Madonna/Tutto risplende in te
- 1970 - Gleemen

### Con i Garybaldi
- 1971 - Marta Helmuth/Corri corri corri
- 1972 - Nuda
- 1973 - Astrolabio

### Con i Bambibanda e Melodie
- 1974 - Bambibanda e Melodie

### Con i Acustico Mediterraneo
- 1977 - Acustico Mediterraneo

### Come Bambi Fossati e Garybaldi
- 1990 - Bambi Fossati e Garybaldi
- 1993 - Bambi Comes Alive
- 1996 - Blokko 45
- 2000 - La ragione e il torto